# 朝比奈為之丞
朝比奈 為之丞（あさひな ためのじょう、生没年不詳）は、明治期の陶工。

## 経歴・人物
明治の中頃に三重県度会郡山田（現：伊勢市）にて開窯、旭焼と名付けて花瓶や皿などを製作した。